# Institut Superior d'Art
La Universitat de les Arts (abans Institut Superior d'Art, ISA) és una universitat situada a l'Havana, Cuba. Va ser fundada l'1 de setembre de 1976 i disposa de quatre facultats.
Les edificacions principals de la seva seu es van construir entre 1960 i 1965. Els arquitectes responsables de la construcció de la universitat van ser Ricardo Porro, Vittorio Garatti i Roberto Gottardi. Tanmateix, no es va poder acabar fins que es va inaugurar com a Institut Superior d'Art el 1976, essent rebatejada després amb el nom d'Universitat de les Arts. Posseeix diverses unitats docents en altres províncies cubanes.

## Organització
L'ISA posseeix 4 facultats:
- Facultat de Música
- Facultat d'Arts plàstiques
- Facultat d'Arts escèniques
- Facultat de Mitjans Audiovisuals